# Carn de balena

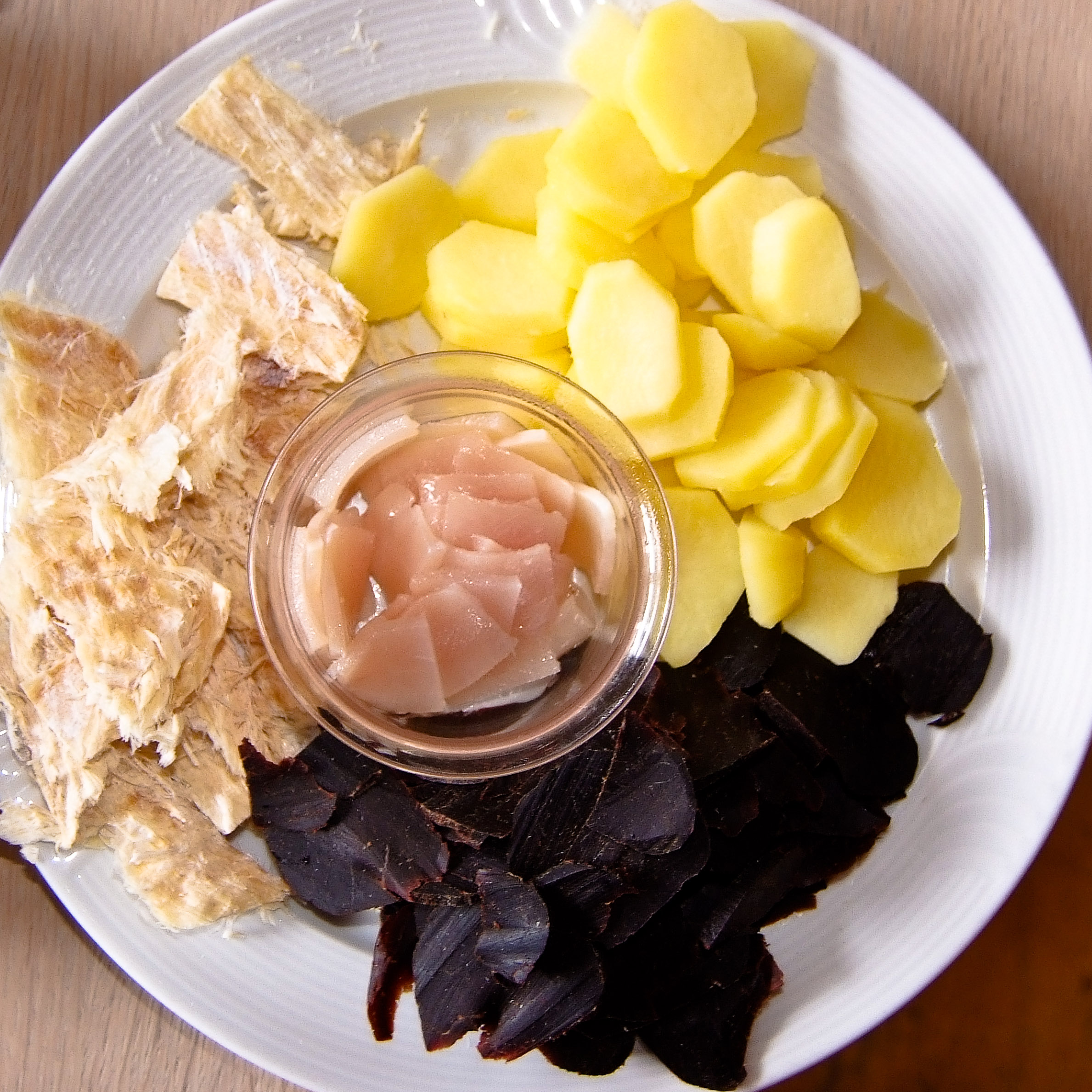
Carn (a baix), i greix (centre) de cap d'olla negre amb peix assecat (esquerra) i patates a les illes Fèroe

La carn de balena és la carn dels cetacis (catxalots, balenoptèrids, iubartes i altres balenes) utilitzada en l'alimentació dels éssers humans o altres animals. En un sentit més ampli inclou també el consum d'altres parts com la pell, els òrgans i el greix de balena.
Es prepara de diverses maneres i ha format part de la dieta en moltes parts del món, incloent-hi l'Europa occidental i Amèrica.
El consum de carn de balena perdura en països com el Japó, Noruega, les illes Fèroe i pels bascos, els inuits i altres pobles indígenes dels Estats Units, el Canadà i la Groenlàndia, pels txuktxis  de Sibèria a Rússia i els habitants de l'illa de Bèquia al mar del Carib.
El consum de carn de balena pels éssers humans ha estat denunciat per motius relatius a la conservació de la fauna salvatge i la toxicitat d'aquests animals, a causa del seu alt contingut de mercuri, que provoca un enverinament per mercuri, anomenat malaltia de Minamata.
El 2007, l'ONG ambientalista Greenpeace exposà dofins i balenes capturats en les xarxes dels pescadors a la Porta de Brandenburg (Berlín) en protesta contra la caça comercial d'aquests animals amenaçats i pressionar els governs que participen en les cimeres de la Comissió Balenera Internacional perquè prenguessin mesures.